# Bone
För andra betydelser, se Bone (olika betydelser).
"Bone" är en hyllad komisk äventyrsserie i fantasygenren, skapad av amerikanen Jeff Smith. Serien gavs ut i 36 nummer på olika förlag i USA åren 1991–1997 och har därefter samlats i album (i flera olika utgivningar). Serien existerade även i en tidigare version kallad "Thorn", publicerad redan 1983 i universitetstidningen The OSU Lantern. Figurerna i "Bone" skapade Smith som barn.
Den moderna versionen av "Bone" handlar om hur de tre fabeldjursliknande kusinerna Fone, Phoney och Smiley Bone blir utkörda ur sin hemstad Boneville och hamnar i ett nytt och spännande land kallad Dalen, befolkad av fredliga bönder, talande djur, blodtörstiga råttmonster, skrämmande drakar, och det hemskaste väsendet av dem alla, den fruktade Gräshoppornas Herre. I Dalen blir kusinerna Bone vänner med den unga bondflickan Thorn och hennes mormor, granitgumman Gran'ma Ben. Men kusinernas ankomst har satt oväntade krafter i rörelse och efterhand framgår det alltmer att allt i Dalen inte är vad det verkar att vara...
"Bone" är inspirerad av såväl "Sagan om ringen" som Walt Kellys "Pogo" och Carl Barks "Kalle Anka". Den gnidne kusinen Phoney Bone är en uppenbar hyllning till Barks' Farbror Joakim.
Sex album med "Bone" har kommit ut på svenska. Nummer 4 i den svenska utgivningen, "Den stora kokapplöpningen", belönades med Seriefrämjandets Urhundenpris som 1997 års bästa översatta album. Förlaget Egmont-Kärnan hade planer på att ge ut en samlingsvolym sommaren 2007 men detta blev aldrig av.